# Айигол (приток Покалькы)
Айигол (устар. Ай-Игол) — река в Красноселькупском районе Ямало-Ненецкого автономного округа России. Начинается в болотах. Берега в верхнем и нижнем течении заболочены, в среднем — поросли лесом. Устье реки находится в 142 км по правому берегу реки Поколька. Длина реки составляет 14 км.

## Данные водного реестра
По данным государственного водного реестра России относится к Нижнеобскому бассейновому округу, водохозяйственный участок реки — Таз, речной подбассейн реки — Подбассейн отсутствует. Речной бассейн реки — Таз.